# القوات البحرية الحربية الخاصة
القوات البحرية الحربية الخاصة (Malay: Pasukan Khas Laut; PASKAL)، يختصر عادة باسكال، هي الرئيسية قوة العمليات الخاصة من البحرية الملكية الماليزية.
تأسست رسميا في 1 تشرين الأول عام 1980، بعد فترة الإعداد لمدة خمس سنوات، وذلك بهدف فرض منطقة اقتصادية خالصة ماليزيا المطالبات البحرية من خلال عمليات البحرية والجوية والبرية.